# 地獄鎮魂歌
《地獄鎮魂歌》是2004年電子角色扮演遊戲，由中國大陸盛大網絡子公司、手機遊戲開發商數位紅研發，諾基亞發行，於N-Gage上運行。

## 情節
來自地獄的魔王達魯率領惡魔大軍破壞世界，年老的薩滿挺身而出，消滅了大部分的惡魔軍隊，但他意識到自己終究無力抵抗，便要跟隨他的小仙女復活附近的屍體，接續他繼續戰鬥以擊倒達魯。在開場劇情結束後，玩家可選擇控制男性角色或女性角色。

## 評價
匯總媒體網站Metacritic給了該遊戲「普通」評價。GameSpy和GameZone的評論都指出遊戲的畫面和魔法系統十分傑出，但英文翻譯和遊戲介面太差。